# Flavus
Flavus (česky: Plavý) (1. století př. n. l.? - 1. století?) byl římský důstojník z germánského kmene Cherusků. Jeho starším bratrem byl germánský náčelník Arminius, který porazil Publia Vara v Teutoburském lese. Oba bratři byli syny Segimera.
Germánská jména bratrů nejsou známá, protože mládí prožili v Římě, kde dostali římská jména Flavus a Arminius. Římané si oba syny Segimera ještě jako děti vzali zřejmě jako rukojmí, kterých by bylo použito v případě útoku Cherusků na římské území. Římané je vychovali a vyškolili pro službu v římských legiích. Na rozdíl od Arminia, který se vzbouřil a vedl povstání proti Římanům, zůstal Flavus věrný římskému způsobu života a stal se důstojníkem římské legie.
Flavus v roce 16 v boji o Řím přišel o oko. Měl syna Italica, který pravděpodobně vyrůstal ve městě Ravenna na římském území.